# وال، نیوجرسی
وال (به انگلیسی: Wall Township) شهری در ایالت نیوجرسی کشور ایالات متحده آمریکا است که جمعیت آن در سرشماری سال ۲۰۱۰ میلادی، ۲۶٬۱۶۴ نفر بوده‌است.